# Asteroid tipa M
 Asteroid tipa M je vrsta asteroidov, za katere ne moremo z gotovostjo trditi, kakšna je njihova sestava. So zmerno svetli (albedo je od 0,1 do 0,2). Po Tholenovi razvrstitvi spadajo med asteroide, ki so iz kovine.
Nekateri asteroidi tega tipa (vendar ne vsi) so sestavljeni iz niklja in železa, ki sta lahko čista ali pa vsebujeta manjše količine kamnin. Verjetno so to ostanki razslojenega večjega telesa, ki je ob trku razpadlo na manjše dele. Ti asteroidi so tudi izvor železnih meteoritov.
Obstajajo tudi asteroidi tega tipa za katere ni popolnoma jasno iz kakšne snovi so sestavljeni. Takšen primer je asteroid 22 Kaliopa z gostoto, ki je precej nižja od gostote, ki bi jo lahko imelo kovinsko telo. Gostoto ima okoli 2.370 kg/m3, kar kaže, da je sestavljen iz hondritnega materiala z okoli 30 % poroznostjo. Podobno je z asteroidom 21 Lutecija, ki sicer kaže spekter podoben asteroidom tipa M, vendar druge lastnosti (gostota, poroznost, radarski odboj) kažejo na telo, ki ga ne sestavlja samo kovina. Oba asteroida imata v spektru značilnosti, ki se pojavljajo samo pri hidratnih mineralih in pri silikatih. Spekter asteroidov tipa M je raven in rdečkast, nima nobenih velikih značilnih črt, čeprav je nad 0,75 ter pod 0,55 μm opazna občutna absorbcija.
Največji asteroid tega tipa je 16 Psiha.
Primeri asteroidov tipa M :
- 22 Kaliopa
- 16 Psiha (največji asteroid tega tipa)
- 21 Lutecija
- 216 Kleopatra